# Кабаньє
Каба́ньє (рос. Кабанье) — присілок у складі Варгашинського району Курганської області, Росія. Входить до складу Варгашинської селищної ради.
Населення — 77 осіб (2010, 122 у 2002).